# Marek Molka
Marek Molka (ur. 5 lipca 1967 w Mieszkowicach) – polski żużlowiec.

## Kariera
Sport żużlowy uprawiał w latach 1984–1991, reprezentując klub Falubaz Zielona Góra. Trzykrotny medalista drużynowych mistrzostw Polski: dwukrotnie złoty (1985, 1991) oraz srebrny (1989). Trzykrotny medalista młodzieżowych drużynowych mistrzostw Polski: dwukrotnie srebrny (Gorzów Wielkopolski 1987, Bydgoszcz 1988) oraz brązowy (Zielona Góra 1986). Trzykrotny finalista młodzieżowych indywidualnych mistrzostw Polski (Toruń 1986 – VII miejsce, Gorzów Wielkopolski 1987 – VI miejsce, Zielona Góra 1988 – V miejsce). Dwukrotny finalista turniejów o "Brązowy Kask" (1985 – VII miejsce, 1986 – IV miejsce). Trzykrotny finalista turniejów o "Srebrny Kask" (1985 – XV miejsce, 1986 – IX miejsce, 1988 – XIV miejsce).

## Problemy z prawem
W marcu 1994 został skazany na 15 lat więzienia (wyrok zmniejszono później do 11 lat) za zabójstwo biznesmena Jacka Ostojskiego, którego dokonał w styczniu 1992 wraz z kolegą klubowym Zbigniewem Błażejczakiem (skazany na 25 lat). Wyszedł na wolność w 1998.